# Luxurious
Luxurious este al cincilea single cântec de pe albumul de debut al cântăreței americane Gwen Stefani Love. Angel. Music. Baby.. A fost compus de Gwen Steffani și Tony Kanal și folosește o mostră din melodia Between the Sheets a formației The Isley Brothers. A avut un succes mediocru, în România ajungând numai până pe locul 94, cea mai joasă poziție a ei în RT100.